# Alchemilla amphiloba
Alchemilla amphiloba é uma espécie de rosácea do gênero Alchemilla, pertencente à família Rosaceae.